# Frederik Colberg
Frederik Colberg (* 31. März 1993) ist ein dänischer Badmintonspieler. 

## Karriere
Frederik Colberg gewann durch alle Nachwuchsaltersklassen in Dänemark in steter Regelmäßigkeit nationale Titel. International wurde er 2010 zweifacher Jugendeuropameister. 2011 nahm er an den Juniorenweltmeisterschaften teil. Im Jahr zwischen bei den Veranstaltungen konnte er seiner ersten Titel bei den Erwachsenen erkämpfen, wobei er bei den Iceland International im Mixed mit Mette Poulsen erfolgreich war. 2016 gewann er die USA International, 2017 die Belgian und Hungarian International, 2018 die Spanish International.

## Sportliche Erfolge
| Saison    | Veranstaltung                                    | Disziplin    | Platz | Partnerin/Partner       |
| --------- | ------------------------------------------------ | ------------ | ----- | ----------------------- |
| 2005/2006 | Dänemark: Einzelmeisterschaften der Junioren U13 | Mixed        | 1     | Mette Poulsen           |
| 2005/2006 | Dänemark: Einzelmeisterschaften der Junioren U13 | Herrendoppel | 1     | Viktor Axelsen          |
| 2006/2007 | Dänemark: Einzelmeisterschaften der Junioren U15 | Mixed        | 1     | Mette Poulsen           |
| 2007/2008 | Dänemark: Einzelmeisterschaften der Junioren U15 | Mixed        | 1     | Mette Poulsen           |
| 2007/2008 | Dänemark: Einzelmeisterschaften der Junioren U15 | Herrendoppel | 1     | Viktor Axelsen          |
| 2008/2009 | Dänemark: Einzelmeisterschaften der Junioren U17 | Mixed        | 1     | Mette Poulsen           |
| 2009/2010 | Dänemark: Einzelmeisterschaften der Junioren U17 | Mixed        | 1     | Mette Poulsen           |
| 2009/2010 | Dänemark: Einzelmeisterschaften der Junioren U17 | Herrendoppel | 1     | Kasper Paulsen          |
| 2010      | Iceland International                            | Mixed        | 1     | Mette Poulsen           |
| 2013      | Hungarian International                          | Herrendoppel | 2     | Mikkel Mikkelsen        |
| 2013      | Croatian International                           | Mixed        | 2     | Sara Thygesen           |
| 2014      | Greece International                             | Herrendoppel | 2     | Mikkel Mikkelsen        |
| 2016      | Belgian International                            | Herrendoppel | 2     | Rasmus Fladberg         |
| 2016      | Hungarian International                          | Herrendoppel | 2     | Rasmus Fladberg         |
| 2016      | USA International                                | Herrendoppel | 1     | Rasmus Fladberg         |
| 2017      | Austrian Open                                    | Herrendoppel | 2     | Rasmus Fladberg         |
| 2017      | Belgian International                            | Herrendoppel | 1     | Rasmus Fladberg         |
| 2017      | Hungarian International                          | Herrendoppel | 1     | Rasmus Fladberg         |
| 2018      | Spanish International                            | Herrendoppel | 1     | Joachim Fischer Nielsen |